# Villeneuve-la-Rivière
Villeneuve-la-Rivière (katalanisch Vilanova de la Ribera) ist eine französische Gemeinde mit 1360 Einwohnern (Stand 1. Januar 2022) im Département Pyrénées-Orientales in der Region Okzitanien. Sie gehört zum Arrondissement Perpignan und zum Kanton Le Ribéral.

## Nachbargemeinden
Nachbargemeinden von Villeneuve-la-Rivière sind Baixas im Norden, Baho im Osten, Le Soler im Süden, Pézilla-la-Rivière im Westen und Calce im Nordwesten.

## Bevölkerungsentwicklung
| Jahr      | 1962 | 1968 | 1975 | 1982 | 1990 | 1999 | 2013 |
| Einwohner | 609  | 632  | 569  | 910  | 901  | 1052 | 1292 |